# Timo di Salisburgo
Timo di Salisburgo (in tedesco Thiemo von Salzburg), chiamato anche Tietmaro o Teodemaro (1040 circa – 1101 o 1102), è stato arcivescovo di Salisburgo dal 1090 fino alla sua morte, venendo successivamente venerato cone martire dalla Chiesa cattolica.

## Biografia
Rampollo di una famiglia nobile bavarese di Neuhaus am Inn, Timo sembrava destinato alla pittura e alla scultura. Entrò invece nell'abbazia benedettina di Niederaltaich e nel 1077 divenne abate del monastero di San Pietro a Salisburgo.
Sotto l'arcivescovo Gebeardo, fu coinvolto nella feroce lotta per le investiture e prese le parti del papato in opposizione al re tedesco Enrico IV. Quando quest'ultimo fece espellere l'arcivescovo. Anche Timo, nel 1081, decise di andare in esilio, dapprima recandosi a Mönchsdeggingen e all'abbazia di Hirsau, in Svevia, poi all'abbazia di Admont, in Stiria.
Nel 1086 Timo poté tornare a Salisburgo, insieme a Gebeardo, al quale succedette alla morte di quest'ultimo due anni dopo. Eletto arcivescovo il 25 marzo 1090, ricevette la consacrazione episcopale il 7 aprile e ciò venne confermato da papa Urbano II.
Nel 1095 Timo partecipò al Concilio di Piacenza, mentre continuava il conflitto interno con l'antivescovo conte Bertoldo di Moosburg, nominato da Enrico IV nel 1085. Sconfitto dalle truppe di Bertoldo nel 1097, fuggì in Carinzia, dove fu arrestato a Friesach dalle forze del vescovo di Gurk. Liberato da un monaco fedele, Timo trovò rifugio nella diocesi del vescovo amico Gebeardo di Costanza presso l'abbazia di Petershausen.
Nel 1101 Timo decise di unirsi al duca Guglielmo IX d'Aquitania nella sua crociata in Palestina, ma non fece ritorno. Esistono diverse teorie relative alla sua morte. È possibile che sia stato fatto prigioniero dal sultano di Rum a Eraclea Cibistra nel settembre del 1101 oppure che sia stato imprigionato dal Califfato fatimide ad Ascalona l'anno successivo. Il suo martirio è descritto come tortura e uccisione mediante estrazione degli intestini dal corpo con un fuso.
Sebbene non venne mai formalmente canonizzato, egli è comunque commemorato come martire dalla Chiesa cattolica. L'onomastico cade il 28 settembre.